# 세이 올로핀자나
올루와세이 조지 올로핀자나(영어: Oluwaseyi George Olofinjana, 1980년 6월 30일 ~ )는 나이지리아의 전 축구 선수로, 포지션은 미드필더였다.
올로핀자나는 현지 팀인 크라운과 콰라 유나이티드에서 선수 생활을 시작한 후 노르웨이 클럽인 SK 브란에서 유럽으로 이적했다. 브란에서 두 시즌을 보낸 후 잉글랜드 클럽인 울버햄프턴 원더러스로 이적했다. 몰리뉴 스타디움에서 4시즌 동안 213경기에 출전해 주전으로 활약한 그는 2008년 8월, 300만 파운드의 이적료로 프리미어리그 클럽인 스토크 시티에 입단했다. 2008-09년 시즌에만 팀에서 뛰다가 다시 한 번 300만 파운드의 이적료로 1부 리그 팀인 헐 시티에 합류했다.

## 구단 경력

### 울버햄프턴 원더러스
2004년 7월, 그는 잉글랜드로 건너가 170만 파운드의 이적료로 울버햄프턴 원더러스와 계약했다. 클럽의 주전 선수가 된 그의 두 번째 시즌은 허리 부상으로 인해 2006년 아프리카 네이션스컵에 결장해야 하는 상황에 처했다. 하지만 2006-07년 시즌에는 믹 매카시 감독 체제에서 플레이오프에 진출하면서 클럽 리그 최다 득점자로 기록되었다. 그는 왓퍼드에 2-1로 패하며 울브스의 다음 시즌 개막전 득점을 올렸지만, 이전 시즌의 득점 수준을 두 번만 더 기록하는 데 그쳤다. 그는 나이지리아가 8강에서 패한 2008년 아프리카 네이션스컵에 출전하면서 시즌 일부를 결장했다.

### 스토크 시티
울브스가 승격에 실패하자 2008년 6월, 올로핀자나는 새로 승격한 프리미어리그 클럽 스토크 시티와 4년 300만 파운드에 계약했다. 그는 2008년 9월, 에버턴과의 홈 경기에서 클럽의 첫 골을 넣었다. 시즌 동안 21경기에 출전한 스토크는 프랑스 팀 모나코로부터 250만 파운드의 입찰가를 수락했다. 모나코와의 협상은 결렬되었고 헐 시티는 올로핀자나와 300만 파운드에 계약할 수 있게 되었다.

### 헐 시티
올로핀자나는 헐 시티에 입단하여 잉글랜드 축구 1부 리그에서 두 번째 시즌을 보냈다. 2009년 11월, 전 소속팀인 스토크 시티를 상대로 2-1 승리를 거두며 헐 시티에서 첫 골을 넣었다. 하지만 시즌이 끝나자 팀은 다시 챔피언십으로 강등되었다. 올로핀자나는 동료 챔피언십 팀인 카디프 시티에서 한 시즌 동안 임대하기로 합의하면서 클로즈 시즌 동안 여러 차례 이탈한 선수 중 한 명이었다.

## 국가대표팀 경력
올로핀자나는 2000년 6월, 말라위와의 경기에서 나이지리아 국가대표팀에 데뷔하여 3-2로 승리했다.
그는 2004년 아프리카 네이션스컵과 2008년 아프리카 네이션스컵에 참가했고, 2006년 아프리카 네이션스컵에 부상으로 대회에 불참했다.